# Duboisialestes
Genre
Duboisialestes est un genre de poissons de la famille des Alestidae.

## Liste d'espèces
Selon FishBase (05 juin 2015):
- Aucune espèce[2].